# Cape May Court House
Cape May Court House ist ein gemeindefreies Gebiet und Census-designated place im Bundesstaat New Jersey in den Vereinigten Staaten mit 5338 Einwohnern (2010). Es bildet den County Seat des Cape May County.

## Geschichte
Cape May Court House wurde 1703 von Jeremiah Hand angelegt und hieß zunächst Rumney Marsh und später Middleton, bevor es seinen heutigen Namen erhielt. Das Gericht von Cape May County tagte in Privathäusern und der First Baptist Church bis 1764, als Daniel Hand 1 Acre (4000 m²) seines eigenen Grundstücks zur Verfügung stellte, um ein Gerichtsgebäude und ein Gefängnis zu errichten. Es wurde 1849 durch das heutige Gebäude ersetzt.

## Demografie
Nach der Volkszählung von 2010 leben in Cape May Court House 5338 Menschen. Die Bevölkerung teilte sich im selben Jahr auf in 86,6 % Weiße, 5,9 % Afroamerikaner, 0,6 % Asiaten und 5,6 % mit zwei oder mehr Ethnizitäten. Hispanics oder Latinos aller Ethnien machten 7,0 % der Bevölkerung aus. Das mittlere Haushaltseinkommen lag bei 62.781 US-Dollar und die Armutsquote bei 9,3 %.